# A Better Life
A better life er en amerikansk dramafilm instrueret af Chris Weitz. Manuskriptet, der først var kendt som The Gardener, er skrevet af Eric Eaton, baseret på en historie af Roger L. Simon. 24. januar 2012 fil filmens hovedrolleindehaver Demián Bichir en nominering til en Oscar for bedste mandlige hovedrolle.
Filmen er unik blandt Hollywood-produktioner, da den foregår i et spansktalende samfund, og næsten udelukkende har spansktalende skuespillere på rollelisten. Pastor Gregory Boyle fra Homeboy Industries, der drives af tidligere bandemedlemmer, hjalp Weitz og hans crew med at finde steder og gøre filmen så autentisk som muligt. Sproget i manuskriptet blev også rettet, så den passede til den slang der bliver brugt i virkelighedens Los Angeles. Filmen havde premiere i USA 24. juni 2011. Filmen er endnu ikke udgivet i Danmark.

## Eksterne Henvisninger
- A Better Life på Internet Movie Database (engelsk)
- A Better Life på AlloCiné (fransk)
- A Better Life på MovieMeter (nederlandsk)
- A Better Life på AllMovie (engelsk)
- A Better Life hos American Film Institute (engelsk)
- A Better Life på Turner Classic Movies (engelsk)
- A Better Life på The Movie Database (engelsk)
- A Better Life på Rotten Tomatoes (engelsk)
- A Better Life på Metacritic (engelsk)
- A Better Life på Box Office Mojo (engelsk)